# Valtatie 29

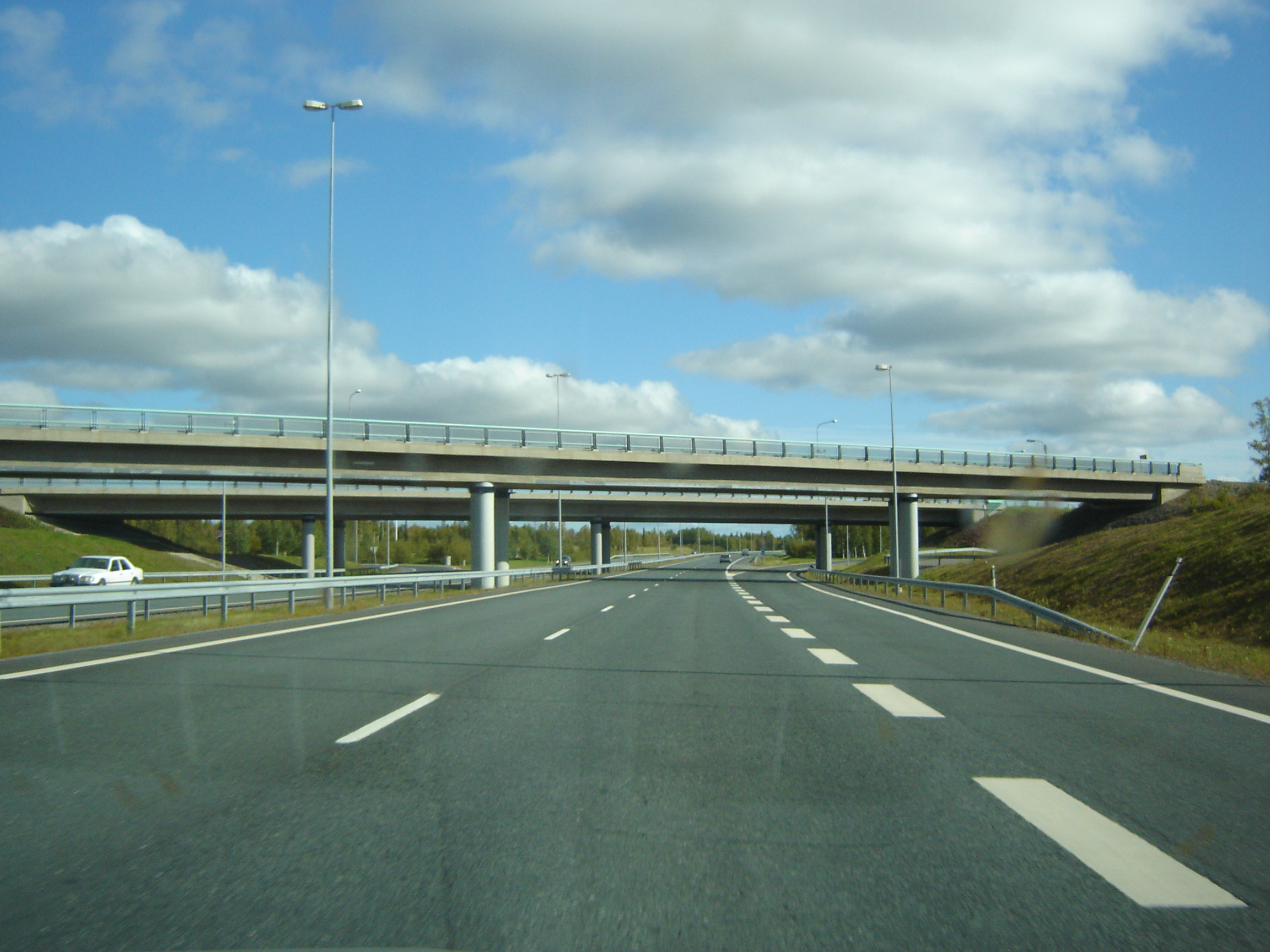
La Valtatie 29 nei pressi di Tornio

La Valtatie 29 (in svedese Riksväg 29) è una strada statale finlandese. Ha inizio a Keminmaa e si dirige verso ovest, verso il confine svedese, dove si conclude dopo appena 17 km nei pressi di Tornio.

## Percorso
La Valtatie 29, data la brevità del percorso, tocca esclusivamente i comuni di partenza ed arrivo.